# Liste von Persönlichkeiten der Stadt Radebeul
In dieser Liste sind Persönlichkeiten in zeitlicher Reihenfolge aufgeführt, die mit der sächsischen Stadt Radebeul oder ihren zehn Ursprungsgemeinden in Verbindung standen oder stehen. Dort geborene Personen finden sich dagegen in der Liste von Söhnen und Töchtern der Stadt Radebeul.

Die Familien May (re.) und Bilz (li.) auf der Hochzeit der Bilztochter Gertrud, in der Mitte die Schwiegertochter Albertine Virginia Bilz geb. Blanchard, 1907

## Persönlichkeiten
Die hier aufgeführten Persönlichkeiten haben mit der Stadt Radebeul oder ihren zehn Ursprungsgemeinden zu tun.
Radebeul hat eine bevorzugte klimatische Lage als wärmster Ort in Sachsen, weswegen es, beziehungsweise die Lößnitz, „sächsisches Nizza“ genannt wird, zurückgehend auf einen Ausspruch des sächsischen Königs Johann um 1860. Aus dieser Lage heraus haben nicht nur die sächsischen Herrscher hier ihren Weinanbau konzentriert und mit der Hoflößnitz auch ihren Platz für Weinfeste gefunden, auch viele Adlige und Hofbedienstete aus Dresden bauten hier ihre Wein- und Landgüter. Diese Entwicklung führte dazu, dass viele Pensionäre das bevorzugte Klima nutzten, sich hier in „Pensionopolis“ niederzulassen. Aber auch das Licht der Lößnitz zog viele Kunstschaffende an, vornehmlich Maler in zweistelliger Zahl, die hier Motive für ihre Bilder fanden, wenn sie nicht Dresdner Motive malten. Auch Schriftsteller fanden sich hier zuhauf ein, Bildhauer, Zeichner und Kunsthistoriker.
Unternehmer kamen nicht zu kurz, einen Schwerpunkt bildeten die pharmazeutischen Chemiker, die mit der Chemischen Fabrik v. Heyden die weltweit erste industrielle Produktion eines Arzneimittelstoffes, der Salicylsäure, aufzogen, oder auch ihr Unternehmen hierher verlegten wie Madaus, wo nach dem Zweiten Weltkrieg Penicillin hergestellt wurde.
Nicht zu vergessen der große Freundeskreis um Karl May sowie das Hohenhaus, in dem die drei Hauptmann-Brüder mit den Thienemann-Töchtern ihre Frauen fanden.
(So weit wie möglich ist statt der pauschalen Angabe Radebeul die Ursprungsgemeinde oder später der jeweilige Stadtteil vermerkt. Durch die Sortierbarkeit jeder Spalte kann nicht nur der Nachname alphabetisch sortiert, sondern es können auch schnell Jubiläumsjahreszahlen gefunden oder bestimmte Gruppen wie Maler oder Schriftsteller gefunden werden.)
| Name                                          | geb.        | in                          | gest.     | in                            | Anmerkung |
| --------------------------------------------- | ----------- | --------------------------- | --------- | ----------------------------- | --- |
| Zisimo de Schozebro                           | um 1226     |                             | um 1226   |                               | Grundherr von Kötzschenbroda zu seiner urkundlichen Ersterwähnung 1226 |
| Wilhelm I. der Einäugige                      | 1343        | Dresden                     | 1407      | Grimma                        | Markgraf von Meißen, übernahm 1401 während der Dohnaische Fehde von den Burggrafen von Dohna das Presshaus und umliegendes Gelände der Hoflößnitz. Damit konzentrierten die Wettiner den Weinbau der Lößnitz für fast 5 Jahrhunderte auf dieses Hofgut |
| Johannes de Ketschbrode                       | um 1350     |                             | um 1350   |                               | Grundherr, besaß um 1350 das Rittergut und das Vorwerk von Rockau |
| Hans Harrer                                   |             |                             | 1580      | Dresden                       | Kammermeister des Kurfürsten August und Großkaufmann, Grundherr von Wahnsdorf und Erbauer des Bennoschlösschens |
| Johann Georg I.                               | 1585        | Dresden                     | 1656      | Dresden                       | Kurfürst von Sachsen, unterschrieb am 27. August 1645 in Kötzschenbroda den Waffenstillstand von Kötzschenbroda. Er baute 1650 ein Schlösschen neben das Presshaus der Hoflößnitz                                                                      |
| Augustin Prescher                             | 1593        | Lommatzsch                  | 1675      | Kötzschenbroda                | Pfarrer der Friedenskirche (52 Jahre), Gastgeber der Waffenstillstandsverhandlungen von Kötzschenbroda zwischen Sachsen und Schweden |
| Johann Georg von Rechenberg                   | 1610        | Kunnersdorf                 | 1664      | Dresden                       | Oberhofmarschall, Wirklicher Geheimer Rat und Oberkammerherr, Besitzer des Hohenhauses ab 1657 |
| Albert Eckhout                                | 1610        | Amersfoort                  | 1665/1666 | Groningen                     | Maler (niederländisch), 1653–1655 als Hofmaler in Schloss Hoflößnitz |
| Johann Georg II.                              | 1613        | Dresden                     | 1680      | Freiberg                      | Kurfürst von Sachsen, feierte in der Hoflößnitz alljährlich die Weinlese und beschäftigte den Niederländer Albert Eckhout als Hofmaler |
| Johann Paul Knohll                            | um 1628     | in/um Dresden               | um 1708   | wahrscheinlich Kötzschenbroda | Amts-, Bau- u. Weinbergsschreiber, Weinfachmann |
| Heino Heinrich von Flemming                   | 1632        | Pommern                     | 1706      | Schloss Bukow / Lebus         | Generalfeldmarschall, sächsischer, später brandenburgischer Heerführer, Gouverneur von Berlin, Besitzer des Hohenhauses ab 1699 |
| Christoph Vitzthum von Eckstädt               | 1633        | Quedlinburg                 | 1711      | Kleinwölkau                   | Kammerherr, Rittmeister und Landeshauptmann in Bautzen, kaufte 1704 den Krapenberg in Zitzschewig |
| August Christoph von Wackerbarth              | 1662        | Kogel bei Ratzeburg         | 1734      | Dresden                       | Feldmarschall, ließ 1727–1729 Schloss Wackerbarths Ruh’ in der Lößnitz als Alterssitz erbauen |
| August der Starke                             | 1670        | Dresden                     | 1733      | Warschau                      | Kurfürst von Sachsen, König von Polen, lud seine Jagdgesellschaften nach Hoflößnitz ein und veranstaltete Tanzfeste mit Weinausschank. Er hegte erste Pläne für ein weiteres Lustschlösschen auf der Höhe                                              |
| Friedrich I. Vitzthum von Eckstädt            | 1675        | Dresden                     | 1726      | Nadarzyn, Polen               | Kabinettsminister unter August dem Starken, erbte von seinem Vater den Krapenberg in Zitzschewig |
| Constantia von Cosel                          | 1680        | Gut Depenau                 | 1765      | Stolpen                       | Reichsgräfin, Mätresse Augusts des Starken, besaß seit 1707 das Spitzhaus, bevor sie es 1710 an August den Starken weitergab |
| Joseph Anton Gabaleon von Wackerbarth-Salmour | 1685        | Turin                       | 1761      | Nymphenburg                   | Kabinettsminister, Gesandter, Oberhofmeister, erbte 1734 Schloss Wackerbarths Ruh’ |
| Johann Alexander Thiele                       | 1685        | Erfurt                      | 1752      | Dresden                       | Maler, von ihm stammen die ersten künstlerischen Lößnitzansichten, gefördert durch Premierminister Heinrich Graf von Brühl |
| Adam Friedrich von Flemming                   | 1688        |                             | nach 1748 | Hermsdorf                     | Kammerherr, erbte Hohenhaus und versteigerte es 1748 |
| August III.                                   | 1696        | Dresden                     | 1763      | Dresden                       | Kurfürst von Sachsen, König von Polen, ließ 1749 das Spitzhaus nach Plänen von Matthäus Daniel Pöppelmann komplett umbauen |
| Heinrich Graf von Brühl                       | 1700        | Weißenfels                  | 1763      | Dresden                       | Premierminister, erwarb 1763 den Rooseschen Weinberg (später Altfriedstein) und nannte ihn Mon Repos |
| Johann Samuel Gottlob Flemming                | 1740        | Lütte bei Belzig            | 1827      | Zitzschewig                   | Pfarrer in Kötzschenbroda, Weingutsbesitzer, verhinderte 1812 die Plünderung von Kötzschenbroda durch napoleonische Truppen |
| Carl Christian Meinhold                       | 1740        | Marienberg                  | 1827      | Oberlößnitz                   | Hofbuchdrucker, Besitzer des Meinholdschen Turmhauses |
| Karl Wilhelm Daßdorf                          | 1750        | Stauchitz                   | 1812      | Dresden                       | Bibliothekar, Dichter und Publizist, Besitzer des Weinguts Hofmannsberg |
| Benjamin Gottfried Weinart                    | 1751        | Dohna                       | 1813      | Dresden                       | Historiker und Bibliograph, Besitzer von Weinarts Ruhe |
| Johann Peter Hundeiker                        | 1751        | Groß Lafferde               | 1836      | Niederlößnitz                 | Pädagoge, Leiter einer Erziehungsanstalt auf Schloss Vechelde, wohnte ab 1819 auf Neufriedstein |
| Friedrich Traugott Hase                       | 1754        | Niedersteinbach bei Penig   | 1823      | Dresden                       | Schriftsteller und Geheimer Kabinettssekretär, Oberlößnitzer Weinbergsbesitzer |
| Christian Friedrich von Gregory               | 1757        | Dresden                     | 1834      | Peuke/Schlesien               | Hofkammerrat, Bankier und Kaufmann, Besitzer von Haus Sorgenfrei und Schloss Wackerbarth |
| Friedrich August Röber                        | 1765        | Dresden                     | 1827      | Ilkendorf                     | Mediziner und Weinbaufachmann |
| Carl Lang                                     | 1766        | Heilbronn                   | 1822      | Niederlößnitz                 | Schriftsteller, Kunsttheoretiker, Jurist und Pädagoge |
| August Josef Ludwig von Wackerbarth           | 1770        | Kuschendorf                 | 1850      | Niederlößnitz                 | Kunsthistoriker, Historiker, Kunstsammler |
| Hans Georg von Carlowitz                      | 1772        | Großhartmannsdorf           | 1840      | Kötzschenbroda                | Minister und Bundestagsgesandter |
| Karl August Friedrich von Witzleben           | 1773        | Tromlitz                    | 1839      | Dresden                       | Schriftsteller, preußischer und russischer Offizier, bekannt unter dem Pseudonym A. von Tromlitz, erwarb 1831 das Weingut Kynast in Zitzschewig, um dort seiner Schriftstellerei nachzukommen                                                          |
| Johann Christian Ziller                       | 1773        | Ebersbach (bei Großenhain)  | 1838      | Radebeul                      | Bauerngutsbesitzer in Radebeul, Mitglied der Altgemeinde und Zimmermeister, erste Generation der Ziller-Baudynastie, Vater von Christian Gottlieb und Großvater von Ernst, Moritz, Gustav und Paul                                                     |
| Henning August von Bredow                     | 1774        | Gut Prillwitz               | 1832      | Niederlößnitz                 | Oberforstmeister, Landrat, Eigentümer des Minckwitzschen Weinbergs, erster Champagnerhersteller in der Lößnitz |
| Johann Gottlob Trautschold                    | 1777        | Pößneck                     | 1862      |                               | Pfarrer der Friedenskirche (28 Jahre) |
| Moritz Retzsch                                | 1779        | Dresden                     | 1857      | Oberlößnitz                   | Maler, Zeichner und Radierer, verbrachte den größten Teil seines Lebens in seiner Weinbergsbesitzung (Retzschgut) in der Oberlößnitz |
| Johann Friedrich Anton Dehne                  | 1787        | Schöningen                  | 1856      | Niederlößnitz                 | Pharmazeut und Naturforscher, ab 1837 Besitzer des Grundhofs, beschrieb 1841 die Gattung Micromys |
| Karl Friedrich von Süßmilch genannt Hörnig    | 1788        | Kraußnitz bei Ortrand       | 1864      | Niederlößnitz                 | Generalmajor, setzte sich in der Niederlößnitz zur Ruhe |
| Carl Friedrich Haase                          | 1788        | Leipzig                     | 1865      | Oberlößnitz                   | Mediziner und Weinbaufachmann |
| Franz Carl Sickmann                           | 1790        | Leipzig                     | 1860      | Niederlößnitz                 | Unternehmer, Weingutsbesitzer, MdL |
| Karl Ernst Richter                            | 1795        | Zwickau                     | 1876      | Kötzschenbroda                | Publizist, MdL |
| Bernhard von Rabenhorst                       | 1801        | Leipzig                     | 1873      | Hoflößnitz                    | Minister (sächsischer Kriegsminister), General der Infanterie |
| Gustav Wilhelm Schubert                       | 1801        | Bernstadt auf dem Eigen     | 1877      | Kötzschenbroda                | Historiker, Autor, Kommissionsrat und Jurist |
| Albert von Carlowitz                          | 1802        | Freiberg                    | 1874      | Niederlößnitz                 | Minister (Sächsischer Justizminister) und preußischer Politiker |
| Josef Rudolf Lewy-Hoffmann                    | 1802        | Nancy                       | 1881      | Oberlößnitz                   | Musiker, bedeutender Virtuose auf dem Ventilhorn, lebte ab etwa 1851 in Oberlößnitz (Villa Hoflößnitzstraße 4) |
| Henriette Schramm-Graham                      | 1803        | Leipzig                     | 1876      | Kötzschenbroda                | Sängerin (Sopran) und Schauspielerin. Ihre Tochter Amalie Schramm lebte nach Aufgabe der eigenen Karriere ab 1873 bei der Mutter |
| Friedrich Henning von Arnim                   | 1804        | Merseburg                   | 1885      | Dresden                       | Politiker, MdL, Rittergutsbesitzer, besaß ab um 1860 das Haus Arnim mit Gut zu Oberlößnitz |
| Christian Friedrich Gille                     | 1805        | Ballenstedt                 | 1899      | Wahnsdorf                     | Maler, Zeichner, Kupferstecher und Lithograph |
| Johann Heinrich Ehrhardt                      | 1805        | Zella-Mehlis                | 1883      | Radebeul                      | Lokomotivbauer, Obermaschinenmeister der sächsischen Eisenbahn |
| Julius von Leypold                            | 1806        | Dresden                     | 1874      | Niederlößnitz                 | Maler |
| Hermann Adolph Klinger                        | 1806        | Reichstädt                  | 1874      | Kötzschenbroda                | Bürgermeister von Leipzig, Freund Robert Blums |
| Karl Andree                                   | 1808        | Braunschweig                | 1875      | Bad Wildungen                 | Geograph, Publizist und Konsul zu Dresden. Der Grabstein seiner Ehefrau Adelheit (1807–1864) steht auf dem Kirchhof zu Kötzschenbroda |
| Constantin Julius Becker                      | 1811        | Freiberg                    | 1859      | Oberlößnitz                   | Komponist und Musiktheoretiker |
| Johann Georg Theodor Grässe                   | 1814        | Grimma                      | 1885      | Niederlößnitz                 | Kunsthistoriker, Bibliothekar, Literaturwissenschaftler, Sagenforscher |
| Alfred Piper                                  | 1814        | Damgarten                   | 1892      | Rostock                       | Oberbürgermeister von Frankfurt (Oder), preußischer Politiker, wohnte ab 1875 auf der Wettinhöhe in Zitzschewig |
| Wilhelm Friedrich Besser                      | 1816        | Warnstedt                   | 1884      | Niederlößnitz                 | Theologe und Geistlicher |
| Fritz Spindler                                | 1816        | Wurzbach                    | 1905      | Niederlößnitz                 | Komponist und Pianist |
| Wiljalba Frikell                              | 1817        | Sagan                       | 1903      | Kötzschenbroda                | Zauberkünstler |
| Maximilian August von Schmieden               | 1817        | Le Quesnois                 | 1893      | Niederlößnitz                 | Generalmajor |
| Carl Reinhardt                                | 1818        | Leipzig                     | 1877      | Kötzschenbroda                | Schriftsteller, Maler, Zeichner und Karikaturist |
| Heinrich Cordes                               | 1818        | Betzendorf                  | 1892      | Lößnitz                       | Missionar, Neubegründer der lutherischen Mission unter den Tamilen in Südostindien |
| Hermann Kolbe                                 | 1818        | Elliehausen                 | 1884      | Leipzig                       | Chemiker, Entdecker der Salicylsäuresynthese, Teilhaber an der Chemischen Fabrik v. Heyden |
| Herbert König                                 | 1820        | Dresden                     | 1876      | Niederlößnitz                 | Zeichner und Illustrator |
| Hugo Behrens                                  | 1820        | Hamburg                     | 1910      | Kötzschenbroda                | Schriftsteller (Pseudonym: B. Renz) und Militärarzt, Vater von Bertha Behrens (Wilhelmine Heimburg) |
| Ernst Engel                                   | 1821        | Dresden                     | 1896      | Serkowitz                     | Statistiker und Sozialökonom |
| Georg Fritz Weiß                              | 1822        | Ehrenfriedersdorf           | 1893      | Niederlößnitz                 | Sänger (Bass), Übersetzer |
| Martin Anton Niendorf                         | 1826        | Niemegk                     | 1878      | Niederlößnitz                 | Schriftsteller, Parlamentarier, Gründer der Agrarier-Partei |
| Wilhelm Heine (William Heine)                 | 1827        | Dresden                     | 1885      | Niederlößnitz                 | Maler und Reisender |
| Eugen Hermann von Dedenroth                   | 1829        | Saarlouis                   | 1887      | Kötzschenbroda                | Schriftsteller, seit 1873 in Kötzschenbroda |
| Julius Duboc                                  | 1829        | Hamburg                     | 1903      | Niederlößnitz                 | Schriftsteller und Philosoph |
| Oscar Pletsch                                 | 1830        | Berlin                      | 1888      | Niederlößnitz                 | Maler und Illustrator |
| Rudolf Schmitt                                | 1830        | Wippershain                 | 1898      | Radebeul                      | Chemiker |
| Wilhelm von Kankelwitz                        | 1831        | Neustrelitz                 | 1892      | Niederlößnitz                 | Maschinenbaumeister |
| Theodor Lobe                                  | 1833        | Ratibor                     | 1905      | Niederlößnitz                 | Schauspieler, Regisseur und Theaterdirektor |
| Emil Peschel                                  | 1835        | Dresden                     | 1912      | Niederlößnitz                 | Historiker, Sprachwissenschaftler und Museumsdirektor, Biograf Theodor Körners |
| Gustav von Metzsch-Reichenbach                | 1835        | Friesen                     | 1900      | Dresden                       | Kammerherr, Oberzeremonienmeister, Geheimrat, MdL. Bewohnte die Villa Göschen |
| Carl Ludwig Alfred Fiedler                    | 1835        | Moritzburg                  | 1921      | Dresden                       | Mediziner, Leiter des Stadtkrankenhaus Dresden, baute in Oberlößnitz das Heim für besserungsfähige, erholungsbedürftige Lungenkranke, im Volksmund Fiedlerhaus. Auch Namensgeber für den Fiedlergrund und den Fiedlerbach                              |
| Moritz Lilie                                  | 1835        | Chemnitz                    | 1904      | Hildburghausen                | Schriftsteller und Journalist |
| Lorenzo Riese                                 | 1836        | Mainz                       | 1907      | Serkowitz                     | Sänger (Tenor) |
| Albin Swoboda                                 | 1836        | Neustrelitz                 | 1901      | Oberlößnitz                   | Sänger und Schauspieler |
| Friedrich August Trenkler                     | 1836        | Loschwitz                   | 1910      | Radebeul                      | Dirigent, Komponist |
| Franz Richard Steche                          | 1837        | Leipzig                     | 1893      | Niederlößnitz                 | Kunsthistoriker und Architekt, Begründer des sächsischen Inventarisationswerks, lebte die letzten Jahre seines Lebens in Radebeul |
| Maximilian von Polenz                         | 1837        | Chemnitz                    | 1907      | Niederlößnitz                 | Politiker, Landtags- und Reichstagsabgeordneter. |
| Heinrich Germer                               | 1837        | Sommersdorf                 | 1913      | Niederlößnitz                 | Komponist und Musikpädagoge |
| Friedrich von Heyden                          | 1838        | Breslau                     | 1926      | Dresden                       | Chemiker und Unternehmer, Gründer der Radebeuler Chemischen Fabrik v. Heyden, entdeckte die antiseptischen Eigenschaften von Salicylsäure (in Aspirin) und entwickelte ein Verfahren zur chemisch reinen Herstellung des Wirkstoffs                    |
| Ernst Hugo von Wolf                           | 1838        | Freiberg                    | 1913      | Bärenfels                     | Generalmajor, wohnte in der Oberlößnitz |
| Max Georg Schubert                            | 1840        | Leipzig                     | 1901      | Niederlößnitz                 | Unternehmer (Manometerfabrikant), MdL |
| Ernst Beckert                                 | 1840        | Eibenberg                   | 1909      | Radebeul                      | Unternehmer, Erfinder von Wirkmaschinennadeln, Mitgründer von Groz-Beckert, hatte ab 1904 seinen Altersruhesitz in Radebeul |
| Otto E. Weber                                 | 1840        |                             |           |                               | Unternehmer, Gründer der Kaffeesurrogatfabrik Otto E. Weber (heute Teehaus GmbH), seit 1881 (1875) in Radebeul |
| Georg Horn                                    | 1841        | Fabrikschleinach            | 1919      | Lindenau                      | Politiker (SPD), MdR, MdL, Gewerkschafter, Herausgeber |
| Karl May                                      | 1842        | Ernstthal                   | 1912      | Radebeul                      | Schriftsteller, wirkte und starb in Radebeul |
| Friedrich Eduard Bilz                         | 1842        | Arnsdorf b. Penig           | 1922      | Oberlößnitz                   | Naturheilkundler, Erfinder der später Sinalco genannten „Bilz-Brause“, Gründer des Bilz-Sanatoriums |
| Oswald Haenel                                 | 1842        | Dresden                     | 1911      | Dresden                       | Architekt, lebte und wirkte ab den 1890er Jahren in Oberlößnitz (Villa Oswald Haenel) |
| Melitta Otto-Alvsleben                        | 1842        | Dresden                     | 1893      | Dresden                       | Sängerin („Friedrichstädter Nachtigall“) verbrachte ihre Sommer in der Oberlößnitz, wo sie eine Wohnung hatte |
| Joseph Hallbauer                              | 1842        | Zittau                      | 1922      | Kötzschenbroda                | Ingenieur und Eisenhüttenmann |
| Emil Nacke                                    | 1843        | Großwiederitzsch            | 1933      | Naundorf                      | Unternehmer (Maschinenbau-Ingenieur), erster Automobilbauer in Sachsen, lebte ab 1897 auf dem Weingut Johannisberg in Naundorf |
| Richard Lange                                 | 1845        | Dresden                     | 1932      | Oberlößnitz                   | Uhrmacher, ältester Sohn von Ferdinand Adolph Lange und ab 1868 Mitinhaber von A. Lange & Söhne, wohnte ab 1911 in Oberlößnitz |
| Ernst von Schuch                              | 1846        | Graz                        | 1914      | Niederlößnitz                 | Dirigent (österreichisch), sächsischer Generalmusikdirektor. Er wurde durch seine Zusammenarbeit mit Richard Strauss an der Dresdner Hofoper berühmt                                                                                                   |
| Max Kuntze                                    | 1846        | Dresden                     | 1917      | Niederlößnitz                 | Bankier, MdL |
| Richard Lambert                               | 1846        | Dresden                     | 1907      | Radebeul                      | Fotograf |
| Eduard Decarli                                | 1846        | Olmütz                      | 1903      | Radebeul                      | Sänger (Bass) und Schauspieler |
| Otto Baer sen.                                | 1846        | Markdorf                    | 1932      | Dresden                       | Unternehmer (Serkowitzer Farbenfabrikant), Vater des Otto Baer jun. |
| Eugen Bilfinger                               | 1846        | Welzheim                    | 1923      | Oberlößnitz                   | Mediziner, Autor, Naturheilkundler, Oberarzt am Bilz-Sanatorium |
| Adolf von Rabenhorst                          | 1846        |                             | 1925      | Niederlößnitz                 | General der Artillerie |
| Ermenegildo Antonio Donadini                  | 1847        | Split                       | 1936      | Zitzschewig                   | Maler, Restaurator und Fotograf, lebte ab 1892 im Donadini-Haus im Rietschkegrund |
| Alfred Naumann                                | 1847        | Hainichen                   | 1917      | Dresden                       | Fotograf und Niederlößnitzer Kommunalpolitiker |
| Bernhard Behrens                              | 1847        | Middelswarfen               | 1931      | Niederpoyritz                 | Unternehmer, MdL, Hofrat, lebte ab 1896 in Oberlößnitz |
| Lina Mayr                                     | 1848        | Wien                        | 1914      | Kötzschenbroda                | Sängerin (Sopran) |
| Paul Schreiber                                | 1848        | Strehla                     | 1924      | Dresden                       | Meteorologe und Erfinder, baute 1916 die Wetterwarte auf der Wahnsdorfer Kuppe |
| Wilhelmine Heimburg                           | 1848        | Thale                       | 1912      | Niederlößnitz                 | Schriftstellerin (Pseudonym, eigentlich Berta Behrens) |
| August Flockemann                             | 1849        | Hiddendorf                  | 1915      | Radebeul                      | Bildhauer und Maler. |
| Clementine von Schuch-Proska                  | 1850        | Ödenburg                    | 1932      | Niederlößnitz                 | Sängerin (Koloratursopranistin), die Publikumsliebling und Ehrenmitglied der Dresdner Hofoper wurde |
| August Kaden                                  | 1850        | Großenhain                  | 1913      | Gohlis b. Dresden             | Politiker (SPD), MdR und MdL |
| Gabrielle von Neumann-Spallart                | 1851        | Wien                        | 1930      | Radebeul                      | Komponistin |
| Walther Stechow                               | 1852        | Jarchelin                   | 1927      | Frankfurt/ Main               | Generaloberarzt und Divisionsarzt, führte das Röntgen-Verfahren beim preußischen Militär ein, kaufte 1885 das Hohenhaus |
| Adolf Neumann                                 | 1852        |                             | 1920      | Niederlößnitz                 | Architekt und Baumeister |
| Heino Kretzschmar                             | 1852        | Dresden                     | 1909      | Chemnitz                      | Unternehmer in Zitzschewig, Politiker (NLP) und MdL |
| Walter von Boetticher                         | 1853        | Riga                        | 1945      | Oberlößnitz                   | Historiker und Arzt, Sohn des Kunsthistorikers Friedrich von Boetticher, wohnte ab 1912 in Oberlößnitz |
| August Koebig                                 | 1855        |                             | 1944      | Radebeul                      | Unternehmer. Er gründete 1890 die Radebeuler Maschinenfabrik August Koebig, eine Vorläuferfirma der KBA Planeta-Bogenoffset. Er wohnte in der für ihn errichteten Villa in der Schillerstraße 18                                                       |
| Carl Kolbe                                    | 1855        | Marburg                     | 1909      | Freiburg im Breisgau          | Chemiker und Unternehmer, Sohn von Hermann Kolbe, späterer Inhaber der Chemischen Fabrik v. Heyden |
| Sebastian Hofmüller                           | 1855        | Aigen                       | 1923      | Gauting                       | Sänger (Tenor), wohnte in der Villa Sängers Heim (Gradsteg 42) |
| Robert Mittelbach                             | 1855        |                             | 1916      | Kötzschenbroda                | Topograf und Verleger kartografischer Werke |
| Hermann Ilgen                                 | 1856        | Wurzen                      | 1940      | Dresden                       | Chemiker, Apotheker und Unternehmer in Kötzschenbroda, verkaufte ein neuartiges Mäuse- und Rattengift, Stifter und Mäzen |
| Carl Käfer                                    | 1856        |                             | 1910      | Radebeul                      | Architekt und Baumeister |
| Alwin Bauer                                   | 1856        | Wildenfels                  | 1928      | Aue                           | Unternehmer, Geheimer Kommerzienrat und nationalliberaler Politiker, MdL. Ab 1910 Besitzer des Mohrenhauses |
| Louise Roth                                   | 1857        | Haus Bruch bei Hattingen    | nach 1927 |                               | Schriftstellerin, lebte ab den 1890er Jahren in Kötzschenbroda, Harmoniestraße 5 |
| Hermann Arthur Lier                           | 1857        | Herrnhut                    | 1914      | Serkowitz                     | Bibliothekar und Publizist |
| Carl Hauptmann                                | 1858        | Obersalzbrunn               | 1921      | Schreiberhau                  | Schriftsteller, Dramatiker, heiratete 1884 Martha Thienemann vom Hohenhaus. Sein Bruder Georg heiratete im September 1881 Adele Thienemann |
| Max Manitius                                  | 1858        | Dresden                     | 1933      | Kötzschenbroda                | Historiker und Latinist. Er wohnte bereits vor 1911 in Radebeul. |
| Friedrich Wilhelm Nevoigt                     | 1859        | Kackrow                     | 1937      | Niederlößnitz                 | Unternehmer, gründete mit seinem Bruder die Diamant Fahrradwerke, zog 1916 nach Niederlößnitz |
| Ewald Hilger                                  | 1859        | Essen                       | 1934      | Zitzschewig                   | Bergwerksdirektor, er erwarb das Weingut „Haus Kynast“ in Zitzschewig als Altersruhesitz, auf dem er bis zu seinem Tode lebte |
| August Iffert                                 | 1859        | Braunschweig                | 1930      | Dresden                       | Sänger, Gesangspädagoge und Musikschriftsteller, wohnte ab 1909 bis zu seinem Tod in Kötzschenbroda |
| Luise Pasternak                               | 1859        | Eibenstock                  | 1927      | Dresden                       | Schriftstellerin, wohnte vermutlich mit ihrem Ehemann, dem Schriftsteller Alfred Pasternak, um 1900 in der Villa Dr.-Schmincke-Allee 10 |
| Alfred Pasternak                              | 1860        |                             | 1938      | Dresden                       | Schriftsteller, wohnte um 1900 in der Villa Dr.-Schmincke-Allee 10 |
| Charles Garke                                 | 1860        |                             | 1936      |                               | Generalleutnant, Musiker, Komponist und Konzertveranstalter |
| Marie Hauptmann                               | 1860        | Berlin                      | 1914      | Dockenhuden                   | Ehefrau und Finanziere von Gerhart Hauptmann |
| August von Schmieden                          | 1860        | Bautzen                     | 1939      | Niederlößnitz                 | Generalleutnant |
| Woldemar Lippert                              | 1861        | Dresden                     | 1937      | Niederlößnitz                 | Historiker und Archivar |
| Richard Seifert                               | 1861        | Schmorkau                   | 1919      | Dresden                       | Chemiker, wohnhaft in Radebeul, Direktor der Chemischen Fabrik v. Heyden, Entwickler der Rezeptur für Odol |
| Clara Salbach                                 | 1861        | Berlin                      | 1944      | Dresden                       | Schauspielerin, wohnte mit ihrem Ehemann Jean Hofmann ab spätestens 1902 in der Villa Salbach |
| Gerhart Hauptmann                             | 1862        | Obersalzbrunn               | 1946      | Agnetendorf                   | Schriftsteller, Dramatiker, hielt sich im Zeitraum von 1881 bis 1885 häufig im Hohenhaus der Familie Thienemann auf. Gerhart und seine beiden Brüder heirateten drei der Thienemann-Töchter (Heirat mit Marie 'Mary' 1885)                             |
| Gustav Röder                                  | 1862        |                             | 1900      | unsicher: Radebeul            | Architekt und Baumeister |
| Richard König                                 | 1863        | Leobschütz                  | 1937      | Oberammergau                  | Bildhauer, Professor, lebte bis 1919 in Radebeul |
| Klara May                                     | 1864        | Dessau                      | 1944      | Radebeul                      | Ehefrau, Universalerbin und Nachlassverwalterin von Karl May |
| Selmar Werner                                 | 1864        | Thiemendorf                 | 1953      | Graupa                        | Maler, Grafiker und Bildhauer, verkehrte ab 1901 bei Karl May. Er malte und bildhauerte viele May-Kunstwerke |
| Walther Ruge                                  | 1865        | Dresden                     | 1943      | Radebeul                      | Geograf, Kartograf, Lehrer |
| Jeanne Berta Semmig                           | 1867        | Orléans                     | 1958      | Radebeul                      | Schriftstellerin und Dichterin |
| Emil Högg                                     | 1867        | Heilbronn                   | 1954      | Oberlößnitz                   | Architekt, kommunalpolitischer Abgeordneter, Maler |
| Karl Ernst Hänsel                             | 1868        | Löbtau                      | 1947      | Radebeul                      | Maler und Radierer |
| Martin Andersen Nexø                          | 1869        | Kopenhagen                  | 1954      | Dresden                       | Schriftsteller (dänisch), lebte 1951–52 in Radebeul |
| Wilhelm Buck                                  | 1869        | Bautzen                     | 1945      | Radebeul                      | Ministerpräsident von Sachsen (1920–1923) |
| Sascha Schneider                              | 1870        | Sankt Petersburg            | 1927      | Swinemünde                    | Maler und Freund von Karl May, der vor allem als Illustrator der Deckelbilder der Reiseerzählungen von Karl May bekannt wurde |
| Wilhelm Bünger                                | 1870        | Elsterwerda                 | 1937      | Leipzig                       | Ministerpräsident von Sachsen (1929–1930), Justiz- und Kultusminister, wohnte von 1926 bis 1932 in Oberlößnitz |
| Max Brösel                                    | 1871        | Dresden                     | 1947      | Oberlößnitz                   | Maler und Grafiker, zog 1901 nach Oberlößnitz |
| Felix Wach                                    | 1871        | Rostock                     | 1943      | Dresden                       | Amtshauptmann und Geheimrat, Enkel von Felix Mendelssohn Bartholdy, seit 1912 besaß seine Familie die Villa Wach in Oberlößnitz, die 1939 arisiert wurde. Holocaustopfer                                                                               |
| Gerta Barby                                   | 1872        | Leipzig                     | 1938      | Radebeul                      | Sängerin |
| Arthur Ewald Bilz                             | 1872        | Meerane                     | 1941      | Oberlößnitz                   | Verlagsbuchhändler, Sohn von Friedrich Eduard Bilz, Direktor des Bilz-Sanatorium |
| Carl Pfeiffer                                 | 1872        | Namslau                     | 1946      | Zitzschewig                   | Landwirtschaftsrat, rebte die Lößnitz nach der Reblauskatastrophe wieder auf |
| Adolf Schruth                                 | 1872        | Dresden                     | 1946      | Kötzschenbroda                | Ortschronist, Schriftleiter der Kötzschenbrodaer Zeitung |
| Karl Otto Uhlig                               | 1872        | Neuwelschhufe               | 1950      | Radebeul                      | Minister (sächsischer Innenminister, 1919–1920), MdL |
| Alwin Freudenberg                             | 1873        | Kamenz                      | 1930      | Radebeul                      | Schriftsteller und Lehrer |
| Wilhelm Kreis                                 | 1873        | Eltville                    | 1955      | Bad Honnef                    | Architekt, verkehrte mit Karl May, baute den Radebeuler Bismarckturm |
| Hans Stosch-Sarrasani sen.                    | 1873        | Lomnitz                     | 1934      | São Paulo                     | Zirkus Sarrasani, lebte von 1901 bis 1912 in Radebeul, baute dort 1902 in der Gartenstraße 54 im heute ‚Sarrasanihaus’ genannten Gebäude sein eigenes Zirkusunternehmen auf                                                                            |
| Patty Frank                                   | 1876        | Wien                        | 1959      | Radebeul                      | Artist, Museologe und Indianerforscher, bürgerlicher Name Ernst Tobis |
| Carl Lindeberg                                | 1876        | Gävle (Schweden)            | 1961      | Stockholm                     | Maler (schwedisch), Karl-May-Illustrator, wohnte ab 1906 in Radebeul |
| Johannes Wilhelm Hofmann                      | 1876        | König Erbach                | 1956      | München                       | Unternehmer, Ingenieur und Erfinder, Elektroarmaturenwerk JWH, Wohltäter, Ehrenbürger Kötzschenbrodas 1927 zum 25-jährigen Firmenjubiläum |
| Hermann Müller                                | 1876        | Mannheim                    | 1931      | Berlin                        | Reichskanzler 1920 und 1928–1930, Minister (Reichsminister des Auswärtigen, 1919–1920), verbrachte einen Teil seiner Kindheit in Niederlößnitz. Sein Vater war Leiter der Sektkellerei Bussard                                                         |
| Martin Bollert                                | 1876        | Frankfurt/Oder              | 1968      | Bonn                          | Bibliothekar, Direktor der Sächsischen Landesbibliothek, wohnte von 1925 bis 1958 in Oberlößnitz |
| Heinrich Conradi                              | 1876        | Frankfurt am Main           | 1943      | Dresden                       | Mediziner, ehemaliger Mitarbeiter von Robert Koch, Professor im Sächsischen Landesgesundheitsamt und an der TH Dresden, verlor als Jude 1938 die Approbation, Tod im Dresdner Polizeigefängnis                                                         |
| Ermenegildo Carlo Donadini                    | 1876        | Wien                        | 1955      | Dresden                       | Maler und Bildhauer, Sohn von Ermenegildo Antonio Donadini, lebte zeitweise im väterlichen Haus im Rietschkegrund |
| Ernst Kegel                                   | 1876        | Niederhaßlau                | 1945      | Dresden                       | Chemiker, weltweit erster Dr.-Ing. der Chemie |
| Gertrud Weyrather-Engau                       | 1876        | Böhrigen                    | 1950      | Serkowitz                     | Kunstgewerblerin und Malerin |
| Max Alfred Bilz                               | 1877        | Meerane                     | 1939      | Meißen                        | Naturheilkundler, Verleger, Sohn von Friedrich Eduard Bilz |
| Walter König                                  | 1878        | Annaberg                    | 1964      | Radebeul                      | Chemiker, er erschloss 1922 das Gebiet der Polymethinfarbstoffe |
| Otto Rometsch                                 | 1878        | Pforzheim                   | 1938      | Dresden                       | Architekt, ab 1906 im Grundhof in Niederlößnitz |
| Martin Hammitzsch                             | 1878        | Plauen (Dresden)            | 1945      | Oberwiesenthal                | Architekt der Yenidze, Professor, wohnhaft 1918 bis 1938 im Haus in der Sonne in Oberlößnitz, ab 1936 Ehemann von Angela Raubal, Halbschwester Adolf Hitlers                                                                                           |
| Theodor Ludwig Karl Krieghoff                 | 1879        | Ufhoven                     | 1946      | Ufhoven                       | Musiker und Komponist, wohnte in der Meißner Str. 134 |
| Otto Baer jun.                                | 1880        | Dresden                     | 1947      | Torgau                        | Unternehmer (Serkowitzer Farbenfabrikant), als Freund von Friedrich Olbricht in die Vorbereitungen des Attentats vom 20. Juli 1944 auf Adolf Hitler einbezogen                                                                                         |
| Burkhart Ebe                                  | 1881        | Berlin                      | 1949      | Niederlößnitz                 | Bildhauer |
| Wilhelm Claus                                 | 1882        | Breslau                     | 1914      | Paris                         | Maler, ab 1905 in Dresden und Radebeul, wohnte im Grundhof in Niederlößnitz |
| Doris Hertwig-Bünger                          | 1882        | Leipzig                     | 1968      | Dresden                       | Politikerin (DVP), MdR, MdL, wohnte von 1926 bis 1932 in Oberlößnitz, initiierte das Hertwig-Bünger-Heim |
| Fritz Lambert                                 | 1882        |                             | 1952      | Radebeul                      | Psychotherapeut der Autosuggestiven Krankheitsbekämpfung nach Émile Coué |
| Eberhard Stechow                              | 1883        | Berlin                      | 1959      | Planegg                       | Zoologe, Spezialist für die Gruppe der Hydrozoa, einer Klasse der Nesseltiere |
| Walter Bachmann                               | 1883        | Leipzig                     | 1958      | Radebeul                      | Kunsthistoriker und Denkmalpfleger, lebte seit 1919 in Radebeul |
| Angela Hammitzsch                             | 1883        | Braunau am Inn              | 1949      |                               | Halbschwester von Adolf Hitler, heiratete 1936 den Architekten der Yenidze, Martin Hammitzsch, der 1918 bis 1938 in Oberlößnitz wohnte |
| Alfred Fellisch                               | 1884        | Fraustadt                   | 1973      | Radebeul                      | Ministerpräsident von Sachsen (1923–1924), sächsischer Landesminister |
| Wolfgang Balzer                               | 1884        | Dresden                     | 1968      | Niederlößnitz                 | Kunsthistoriker |
| Johann Erich Gottschalch                      | 1884        | Dresden                     | 1961      | Kötzschenbroda                | Privatgelehrter, Herausgeber und Autor |
| Alfred Tischer                                | 1884        | Meschwitz                   | 1971      | Dresden                       | Architekt, Kommunalpolitiker |
| Euchar Albrecht Schmid                        | 1884        | Gmünden                     | 1951      | Oberlößnitz                   | Verleger und Schriftsteller (Pseudonym: Satanello), gründete und leitete den Karl-May-Verlag |
| Willy Johannes Bilz                           | 1884        | Meerane                     | 1965      | Oberlößnitz                   | Sohn von Friedrich Eduard Bilz, designierter Direktor des Bilz-Sanatoriums, Leiter des Bilz-Bads |
| Artur Bär                                     | 1884        | Crimmitschau                | 1972      | Radebeul                      | Maler |
| Friedrich A. Bäßler                           | 1884        | Leipzig                     | 1956      | Radebeul                      | Botaniker, Ornithologe, Autor und Lehrer |
| Paul Reinhard Beierlein                       | 1885        | Elsterberg                  | 1975      | Niederlößnitz                 | Heimatforscher, lebte ab 1949 in Radebeul |
| Arno Neumann                                  | 1885        | Dresden                     | 1966      | Radebeul                      | Fußballspieler, Sportjournalist |
| Johannes Martin Erich Weber                   | 1885        | Kamenz                      | 1961      | Radebeul                      | Verleger, seit Anfang der 1920er-Jahre in Radebeul |
| Emil Zimmermann                               | 1885        | Deuben                      | 1966      | Radebeul                      | Politiker (SPD, SED), MdL in Oldenburg, ab 1933 in Dresden |
| Paul Wilhelm                                  | 1886        | Greiz                       | 1965      | Niederlößnitz                 | Maler, wohnte im Grundhof in Niederlößnitz |
| Fritz Stopp                                   | 1886        | Chemnitz                    | 1975      | Radebeul                      | Botaniker, Lehrer, betreute u. a. den Heilpflanzengarten des Deutschen Hygienemuseums |
| Ellen Schou                                   | 1886        | Kopenhagen                  | 1972      | Niederlößnitz                 | Journalistin und Übersetzerin |
| Bernhard Weyrather                            | 1886        | Düsseldorf                  | 1946      | Dresden                       | Architekt |
| Karl Kröner                                   | 1887        | Zschopau                    | 1972      | Niederlößnitz                 | Maler, wohnte im Grundhof in Niederlößnitz |
| Ruth Meier                                    | 1888        | Leisnig                     | 1965      | Niederlößnitz                 | Malerin und Grafikerin, seit 1945 in Niederlößnitz |
| Gerhard Madaus                                | 1890        | Nestau                      | 1942      | Dresden                       | Mediziner, gründete 1919 mit seinen zwei Brüdern ein Pharma-Unternehmen, die spätere Madaus AG, dessen Hauptsitz er 1929 nach Radebeul verlegte |
| Robert Burg                                   | 1890        | Prag                        | 1946      | Radebeul                      | Sänger (Bariton) |
| Georg Richter-Lößnitz                         | 1891        | Leipzig                     | 1938      | Großenhain                    | Maler und Radierer, lebte lange Zeit in Kötzschenbroda |
| Liesel von Schuch                             | 1891        | Dresden                     | 1990      | Dresden                       | Sängerin (Koloratursopranistin), lebte mit ihren Eltern in Niederlößnitz (Schuchstraße) |
| Albert Zirkler                                | 1891        | Dresden                     | 1971      | Radebeul                      | Volkskundler, Mundartforscher |
| Friedrich Rötschke                            | 1891        | Bautzen                     | 1969      | Radebeul                      | Architekt, seit 1931 Zusammenarbeit mit Emil Högg |
| Gertrud Busch                                 | 1892        | Dresden                     | 1970      | Radeberg                      | Schriftstellerin, lebte die ersten 15 Jahre in Radebeul |
| Hans Marschall                                | 1893        | Leipzig                     | 1970      | Liebertwolkwitz               | Politiker (LDPD, DDP), MdL, leitete ab 1949 die Landesparteischule der LDPD im Weingut Kynast, wohnte dort bis zu seinem Tod |
| Hellmuth Rauner                               | 1895        | Chemnitz                    | 1975      | Radebeul                      | Politiker (SPD, SED), Mitglied des kommunalpolitischen Beirates beim ZK der SED |
| Helene Benndorf                               | 1897        | Schandau                    | 1984      | Radebeul                      | Bibliothekarin, Direktorin an der Technischen Hochschule Dresden |
| Walter Lindner                                | 1897        |                             | 1975      |                               | Politiker (DNVP, CDU), MdL |
| Maria Marschall-Solbrig                       | 1897        | Frankenberg/Sa.             | 1979      | Dresden                       | Schriftstellerin (Lyrik), Kommunal- und Kulturpolitikerin, Ehefrau von Hans Marschall, wohnte im Weingut Kynast |
| Hans Stosch-Sarrasani jun.                    | 1897        | Sorau                       | 1941      | Berlin                        | Zirkus Sarrasani; kauft 1938 in Niederlößnitz die Villa Neufriedstein 1 als Wohnsitz und „Ruheheim für verdiente Sarrasani-Artisten“ |
| Alice Sommer                                  | 1898        | Dresden                     | 1982      | Rotthalmünster                | Zeichnerin, lebte von 1928 bis 1970 in Radebeul |
| Otto Jentsch                                  | 1898        | Seifhennersdorf             | 1978      | Radebeul                      | Ingenieur, Professor und Rektor |
| Magdalene Kreßner                             | 1899        | Schweizerthal/Chemnitz      | 1975      | Oberlößnitz                   | Bildhauerin, lebte ab 1945 in Oberlößnitz |
| Wilhelm Brunner                               | 1899        | Siersleben                  | 1944      | Dorpat (Estland)              | Bürgermeister von Kötzschenbroda (1929–1934) sowie Oberbürgermeister in Pirna ab 1935 |
| Alexander Münch                               | 1900        | Dresden                     | 1984      | Dresden                       | Literaturwissenschaftler, Hauptmann-Sammler, legte mit Hansgerhard Weiss den Grundstock für das 1949 im Hohenhaus eröffnete Hauptmann-Archiv Radebeul                                                                                                  |
| Karl Fritsch                                  | 1901        | Hof (Saale)                 | 1944      | Dresden                       | Minister (sächsischer Innenminister), wohnte in Oberlößnitz |
| Theodor Rosenhauer                            | 1901        | Dresden                     | 1996      | Berlin                        | Maler der Landschafts- und Bildnismalerei, lebte lange Zeit in Radebeul |
| Hans Theo Richter                             | 1902        | Rochlitz                    | 1969      | Dresden                       | Maler und Grafiker, lebte lange Zeit in Niederlößnitz |
| Hansgerhard Weiss                             | 1902        | Celle                       | 1982      | Capri                         | Schriftsteller, Literaturwissenschaftler, Hauptmann-Sammler, legte mit Alexander Münch den Grundstock für das 1949 im Hohenhaus eröffnete Hauptmann-Archiv Radebeul                                                                                    |
| Richard Müller                                | 1903        | Hartha                      | 1999      | Radebeul                      | Chemiker, gilt als „Vater der Silikone“ |
| Johann Knöchel                                | 1903        | Obernsee/Bayern             | 1986      | Radebeul                      | Politiker (KPD), MdR |
| Carl Schröder                                 | 1904        | Kötitz bei Coswig (Sachsen) | 1997      | Radebeul                      | Puppenspieler, Regisseur, Fotograf, er wurde vor allem durch seine DEFA-Handpuppenfilme bekannt |
| Martin Schönbrodt-Rühl                        | 1904        | Wiederitzsch                | 1965      | Leipzig                       | Verleger (Neumann Verlag) und Autor |
| Albert Patitz                                 | 1906        | Dresden                     | 1978      | Radebeul                      | Architekt, seit 1932 in Radebeul |
| Christian Rietschel                           | 1908        | Sachsendorf b. Wurzen       | 1997      | Bad Salzuflen                 | Schriftsteller und Grafiker, Urenkel von Ernst Rietschel, lebte von 1950 bis 1973 im Minckwitzschen Weingut in Niederlößnitz |
| Robert Thren                                  | 1909        | Lahr/Schwarzwald            | 1995      | Oberlößnitz                   | Biologe und Arzneimittelforscher, Begründer der Radebeuler Penicillin-Produktion, Nationalpreisträger der DDR |
| Günter Schmitz                                | 1909        | Chemnitz                    | 2002      | Serkowitz                     | Maler und Grafiker, Kunstpreisträger der Großen Kreisstadt Radebeul |
| Erhard Hippold                                | 1909        | Wilkau-Haßlau               | 1972      | Bad Gottleuba                 | Maler, er und seine Frau Gussy Hippold-Ahnert lebten lange im Haus Sorgenfrei in Oberlößnitz |
| Gussy Hippold-Ahnert                          | 1910        | Berlin                      | 2003      | Dresden                       | Malerin, Meisterschülerin von Otto Dix, sie und ihr Mann Erhard Hippold lebten lange im Haus Sorgenfrei in Oberlößnitz |
| Walter Howard                                 | 1910        | Jena                        | 2005      | Friedewald                    | Bildhauer, lebte in Radebeul über 30 Jahre. Er schuf u. a. Die Sterngucker vor der Sternwarte, Kunstpreisträger der Großen Kreisstadt Radebeul |
| Gerhard Meyer                                 | 1910        | Dresden                     | 1971      | Dernbach                      | Unternehmer, Kaufmann und Erfinder, ließ sich im März 1950 ein neuartiges Verfahren zur Herstellung luftgefüllter Bälle patentieren |
| Erich Schmidt                                 | 1910        | Metz                        | 2005      | Radebeul                      | Kirchenmusiker, Domkantor in Meißen, Dozent und stv. Direktor an der Kirchenmusikschule Dresden, lebte von 1980 bis zu seinem Tode in Radebeul |
| Harald Kurz                                   | 1912        | Teplitz                     | 2002      |                               | Verkehrswissenschaftler, technischer Autor, Modellbahnkonstrukteur |
| Herbert Fischer                               | 1914        | Herrnhut                    | 2006      | Berlin                        | Diplomat, ehemaliger Direktor des Instituts für Lehrerbildung in Radebeul |
| Helmut Schön                                  | 1915        | Dresden                     | 1996      | Wiesbaden                     | Fußballspieler und Trainer, arbeitete bis 1945 in Radebeul als kaufmännischer Mitarbeiter der Pharmazeutischen Fabrik Dr. Madaus |
| Liselotte Schließer                           | 1918        | Dresden                     | 2004      | Radebeul                      | Heimatforscherin und Stadtarchivarin |
| Dieter Kober                                  | 1920        | Halberstadt                 | 2015      | Radebeul                      | Musikdirektor, Gründer und Dirigent Chicago Chamber Orchestra |
| Kurt Türke                                    | 1920        | Tauscha                     | 1984      | Niederlößnitz                 | Schriftsteller |
| Tine Schulze-Gerlach                          | 1920        | Dresden                     | 2011      | Niederlößnitz                 | Schriftstellerin, Kunstpreisträgerin der Großen Kreisstadt Radebeul |
| Wolfgang Mischnick                            | 1921        | Dresden                     | 2002      | Bad Soden                     | Minister, ging im Radebeuler Gymnasium Luisenstift zur Schule |
| Ursula Geyer-Hopfe                            | 1924        | Freiberg                    | 2023      |                               | Schauspielerin, lebte in Radebeul |
| Rolf Ludwig                                   | 1925        | Stockholm                   | 1999      | Berlin                        | Schauspieler, spielte unter anderem in der Radebeuler Theatergruppe Heiterer Blick |
| Lieselotte Finke-Poser                        | 1925        | Hessisch Lichtenau          | 2025      | Radebeul                      | Malerin und Grafikerin, Mitbegründerin des Radebeuler Grafikmarkts |
| Max Manfred Queißer                           | 1927        | Freital                     | 2016      | Dresden                       | Maler und Kultursoziologe |
| Peter Beckert                                 | 1927        | Dresden                     | 1988      | Radebeul                      | Puppenspieler, Puppengestalter, Autor und Theaterregisseur |
| Klaus Kunick                                  | 1929        | Leipzig                     | 2004      | Meersburg                     | Schauspieler, Regisseur und Schriftsteller, leitete u. a. von 1965 bis 1984 das Jugendtheater der Planeta im Heiteren Blick |
| Heinz Drache                                  | 1929        | Dresden                     | 1989      | Oberlößnitz                   | Maler und Grafiker, Kunstpreisträger der Großen Kreisstadt Radebeul |
| Hans-Bernhard Hoch                            | 1928        | Dresden                     | 2020      | Dresden                       | Kantor der Friedenskirche zu Radebeul, Kirchenmusikdirektor in Dresden, Kunstpreisträger der Großen Kreisstadt Radebeul |
| Kurt Biedenkopf                               | 1930        | Ludwigshafen                | 2021      | Dresden                       | Ministerpräsident von Sachsen (1990–2002), lebte einige Jahre mit seiner Frau Ingrid in einer Villa beim Mätressenschlösschen in den Weinbergen in Niederlößnitz                                                                                       |
| Werner Wittig                                 | 1930        | Chemnitz                    | 2013      | Radebeul                      | Maler, Grafiker und Holzschneider, lebte seit 1958 in Radebeul, Kunstpreisträger der Großen Kreisstadt Radebeul |
| Siegfried Kurz                                | 1930        | Dresden                     | 2023      | Dresden                       | Dirigent und Komponist, lebte in Radebeul-Niederlößnitz, Kunstpreisträger der Großen Kreisstadt Radebeul |
| Joachim Widlak                                | 1930        | Breslau                     | 2011      |                               | Dirigent und Musikdirektor |
| Horst Mendelsohn                              | 1930        | Berlin                      | 2013      | Radebeul                      | Schauspieler, Kunstpreisträger der Großen Kreisstadt Radebeul |
| Manfred Altner                                | 1930        | Leipzig                     | 2020      | Radebeul                      | Literaturwissenschaftler |
| Claus Weidensdorfer                           | 1931        | Coswig (Sachsen)            | 2020      | Radebeul                      | Maler und Grafiker, Kunstpreisträger der Großen Kreisstadt Radebeul |
| Lenelies Höhle-Gadegast                       | 1931        | Halberstadt                 | 1990      | unsicher: Radebeul-West       | Sängerin (Kammersängerin), beerdigt auf dem Friedhof Radebeul-West |
| Klaus Zürner                                  | 1932        | Rochlitz                    | 2010      | Leipzig                       | Maler und Grafiker, Bundesverdienstkreuz am Bande |
| Heinrich Magirius                             | 1934        | Dresden                     | 2021      | Radebeul                      | Kunsthistoriker in den Bereichen Baugeschichte und Denkmalpflege |
| Ursula Sax                                    | 1935        | Backnang                    |           |                               | Bildhauerin und Bildende Künstlerin, lebt in Radebeul |
| Josef Hebeda                                  | 1935 (etwa) |                             |           |                               | Heimatforscher, Autor, langjähriger Museumsleiter des Weinbergmuseums Radebeul |
| Gottfried Thiele                              | 1936        |                             | 2006      | Radebeul                      | Heimatforscher |
| Peter Graf                                    | 1937        | Crimmitschau                |           |                               | Maler, lebt in Radebeul, Kunstpreisträger der Großen Kreisstadt Radebeul |
| Karl Heinz Stryczek                           | 1937        | Nikelsdorf                  | 2018      | Radebeul                      | Sänger (Bassbariton) |
| Gunter Herrmann                               | 1938        | Bitterfeld                  | 2019      | Radebeul                      | Maler, Kunstpreisträger der Großen Kreisstadt Radebeul |
| Friedrich-Wilhelm Junge                       | 1938        | Schwerin                    | 2025      |                               | Schauspieler, lebte in Radebeul, Kunstpreisträger der Großen Kreisstadt Radebeul |
| Jochen Werner                                 | 1938        | Langensalza                 | 2013      | Radebeul                      | Luftfahrthistoriker |
| Georg Kretschmann                             | 1939        | Gablonz                     | 2008      | Radebeul                      | Historiker und Autor |
| Bärbel Kuntsche                               | 1939        | Weißenborn                  |           |                               | Malerin und Grafikerin, lebt in Radebeul, Kunstpreisträgerin der Großen Kreisstadt Radebeul |
| Rainer Jork                                   | 1940        | Dresden                     | 2020      | Radebeul                      | Politiker (CDU), MdB, Abgeordneter der Volkskammer |
| Horst Hille                                   | 1941        | Aussig                      | 2015      | Radebeul                      | Maler, Grafiker und Kleinplastiker |
| Ulfrid Kleinert                               | 1941        | Dresden                     |           |                               | Religions- und Sozialwissenschaftler sowie evangelischer Theologe, lebt in Radebeul |
| Wolf-Eike Kuntsche                            | 1941        | Berlin                      |           |                               | Bildhauer, lebt in Radebeul, Kunstpreisträger der Großen Kreisstadt Radebeul |
| Herbert Graedtke                              | 1941        | Altlandsberg                | 2024      | Radebeul                      | Schauspieler und Regisseur, lebte in Radebeul, Kunstpreisträger der Großen Kreisstadt Radebeul |
| Ulrich Aust                                   | 1942        | Bautzen                     | 1992      | Oberlößnitz                   | Architekt und Denkmalpfleger, Zwingerbaumeister, er besaß ab 1978 das Weingutsanwesen Meinholdsches Turmhaus |
| Günter Sommer                                 | 1943        | Dresden                     |           |                               | Musiker (Schlagzeug, Perkussion), lebt in Radebeul, Kunstpreisträger der Großen Kreisstadt Radebeul |
| Detlef Reinemer                               | 1944        | Dresden                     |           |                               | Bildhauer, lebt und arbeitet in der Oberlößnitz und Dresden, Kunstpreisträger der Großen Kreisstadt Radebeul |
| Michael Hofmann                               | 1944        | Chemnitz                    |           |                               | Maler und Grafiker, lebt und arbeitet in der Niederlößnitz |
| Rainer Beck                                   | 1947        | Stuttgart                   |           |                               | Kunsthistoriker, einer der drei Neugründer des Weinguts Drei Herren in Oberlößnitz |
| Gerlinde Queißer                              | 1947        | Halle (Saale)               |           |                               | Bildhauerin (Plastikerin), Innenarchitektin, lebt in Radebeul, Kunstpreisträgerin der Stadt Radebeul |
| Gabriele Reinemer                             | 1948        | Dresden                     |           |                               | Bildhauerin, lebt und arbeitet in der Oberlößnitz |
| Hermann Kokenge                               | 1949        | Cappeln                     | 2014      |                               | Rektor der TU Dresden, Landschaftsarchitekt |
| Jochen Bohl                                   | 1950        | Lüdenscheid                 |           |                               | Landesbischof der Evangelisch-Lutherischen Landeskirche Sachsens, war ab 1995 Direktor der Diakonie in Radebeul, lebt in Radebeul |
| Geert Mackenroth                              | 1950        | Kiel                        |           |                               | Minister (Sächsischer Justizminister), lebt in Zitzschewig |
| Wolfram Jäger                                 | 1951        | Meißen                      |           |                               | Bauingenieur (Statiker), lebt in Oberlößnitz, Professor an der TU Dresden |
| Thomas Gerlach                                | 1952        | Dresden                     |           |                               | Schriftsteller und ehrenamtlicher Denkmalpfleger, Kunstpreisträger der Stadt Radebeul |
| Hans Müller-Steinhagen                        | 1954        | Karlsruhe                   |           |                               | Ingenieur, Professor und Rektor |
| Andreas Benz                                  | 1958        | Hermsdorf (Thüringen)       |           |                               | Badmintonspieler und Trainer des Radebeuler BV |
| Christian Schmidt                             | 1958        | Görlitz                     |           |                               | Intendant und Regisseur |
| Reiner Feistel                                | 1958        | Altenburg                   |           |                               | Balletttänzer, Choreograf und Ballettdirektor |
| Jürgen Helfricht                              | 1963        | Dresden                     |           |                               | Publizist, Medizin- und Astronomiehistoriker |
| Jörg Bernig                                   | 1964        | Wurzen                      |           |                               | Schriftsteller, lebt seit 1995 in Radebeul |
| Jürgen Stegmann                               | 1964        | Dresden                     |           |                               | Schauspieler und Regisseur |
| Albrecht Menzel                               | 1992        | Radebeul                    |           |                               | Geiger und Komponist |